# Akademik Agejew
Die Akademik Agajew ist ein russisches „Ozeanisches Forschungsschiff für besondere Aufgaben“. Es wurde 2016 im Pella Shipyard auf Kiel gelegt. Der Entwurf stammt vom Sewernoje Konstruktionsbüro. Der Bau erfolgte unter relativer Geheimhaltung, so dass kaum Daten über das Schiff bekannt sind. Die interne Bezeichnung ist Projekt 16450. Es ist der „Verwaltung für Tiefseeforschung“ der Russischen Seekriegsflotte unterstellt und wird somit vermutlich als Wehrforschungsschiff eingesetzt.
Am 22. November 2019 wurde das Schiff offiziell in Dienst gestellt. Sein Namensgeber ist der Ozeanograf Michail Dmitrijewitsch Agejew (1931–2005).